# Don't Stop (canción de Fleetwood Mac)
«Don't Stop» es una canción de la banda británica de rock Fleetwood Mac, escrita por la teclista y vocalista Christine McVie para el álbum Rumours de 1977 y lanzada como su tercer sencillo en el mismo año a través de Warner Bros. Records. Su letra trata sobre la ruptura entre el matrimonio de Christine con John McVie, bajista de la banda y con quien duró ocho años casada, por ello y según sus palabras: «Es la sensación de que el ayer había desaparecido y que ya no había vuelta atrás».
La canción fue un éxito en el mercado estadounidense, en donde alcanzó el puesto 3 en la lista Billboard Hot 100, el segundo más alto de todas sus canciones en dicha lista, siendo superada solo por «Dreams». Sin embargo, en el Reino Unido solo obtuvo la posición 32 en la lista UK Singles Chart.

## Versiones y otros usos
Con el pasar de los años, varios artistas musicales de diferentes géneros musicales la han versionado ya sea para sus respectivos discos o en presentaciones en vivo. Uno de ellos es Elton John que la versionó para el disco tributo A Tribute to Fleetwood Mac's Rumours en 1998 y dos años antes, en 1996, la agrupación inglesa Status Quo la grabó para su disco de versiones Don't Stop, por mencionar algunos ejemplos.
En 1992 se utilizó como el tema principal de la campaña electoral del entonces candidato a la presidencia de los Estados Unidos, Bill Clinton. Tras ganar las primarias de su partido se escuchó luego de terminar su discurso, en la Convención Nacional Demócrata celebrado en 1992. Posteriormente la volvió a usar en la convención de su partido para las elecciones del año 2000 y en las reuniones de sus respectivos miembros en los años 2004, 2008 y 2012.

## Músicos
- Christine McVie: voz y teclados
- Lindsey Buckingham: guitarra y voz
- Stevie Nicks: coros
- John McVie: bajo
- Mick Fleetwood: batería